# Rävsten
Rävsten este o arie protejată (arie specială de conservare — SAC, sit de importanță comunitară — SCI) din Suedia întinsă pe o suprafață de 61,3 ha, integral pe uscat.

## Localizare
Centrul sitului Rävsten este situat la coordonatele 60°18′45″N 18°36′23″E / 60.3124°N 18.6064°E.

## Înființare
Situl Rävsten a fost declarat sit de importanță comunitară în iulie 2000 pentru a proteja un număr necunoscut de specii din flora spontană și fauna sălbatică aflate în arealul zonei. Situl a fost protejat și ca arie specială de conservare în martie 2011.

## Biodiversitate
Situată în ecoregiunile boreală și marină baltică, aria protejată conține 9 habitate naturale: Pășuni de coastă din Baltica boreală, Pajiști din zone de pădure fino-scandinave, Păduri fino-scandinave bogate în ierburi cu Picea abies, Păduri caducifoliate de mlaștină fino-scandinave, Pajiști fino-scandinave uscate până la mezice, bogate în specii de altitudine mică, Păduri naturale în etape succesive primare ale suprafețelor emergente de coastă, Lagune de coastă, Pășuni din zone de pădure fino-scandinave, Taiga vestică.
La baza desemnării sitului se află un număr nedeclarat de specii protejate.